# 五月初七
五月初七，农历五月第七天。

## 逝世
- 明孝宗弘治十八年，明孝宗朱祐樘。

## 参看
- 日历
- 五月初五 - 五月初六 - 五月初七 - 五月初八 - 五月初九
- 四月初七 - 五月初七 - 六月初七
- 正月 - 二月 - 三月 - 四月 - 五月 - 六月 - 七月 - 八月 - 九月 - 十月 - 十一月 - 腊月
- 公历5月7日